# Ahmet Muhtar Mollaoğlu

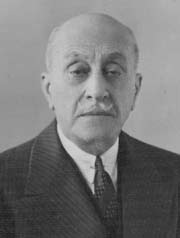
Ahmet Muhtar Mollaoğlu

Ahmet Muhtar Mollaoğlu (* 1870 Çanakkale, Osmanisches Reich; † 1934 İstanbul) war ein türkischer Diplomat, Politiker und Außenminister.
Während des Türkischen Befreiungskriegs vertrat Mollaoğlu den Außenminister des Rates der Vollzugbeauftragten Bekir Sami Kunduh, der sich vom 12. Februar 1921 bis zum 12. März 1921 wegen der Konferenz von London im Vereinigten Königreich aufhielt. Nachdem Bekir Sami Kunduh aufgrund von Kritik für das Abschließen einiger Verträge mit den Briten, Franzosen und Italienern am 8. Mai 1921 zurücktrat, übernahm Mollaoğlu das zweite Mal die Geschäfte bis zur Auflösung des II. Rates der Vollzugbeauftragten am 8. Mai 1921.
Ahmet Muhtar Mollaoğlu war in der 1., 2. und der 4. Legislaturperiode Abgeordneter der Großen Nationalversammlung der Türkei. Mollaoğlu war der erste Botschafter der Republik Türkei in Washington, D.C. In dieser Position wurde er pensioniert und kehrte in die Türkei zurück, wo er 1934 starb.